# Michelangelo Cambiaso
Michelangelo (o Michele Angelo) Cambiaso (Genova, 21 settembre 1738 – Sant'Olcese, 14 marzo 1813) di famiglia ascritta al patriziato genovese, fu un uomo politico genovese, nonché doge della città e senatore francese sotto il Primo Impero francese.

## Biografia

### Primi anni

Stemma nobiliare di Michelangelo Cambiaso

Nacque a Genova il 21 settembre del 1738, maschio terzogenito di Francesco Gaetano Cambiaso e di sua moglie, la nobildonna Maria Caterina Tassorello. Michelangelo Cambiaso venne ascritto nel Libro d'oro della nobiltà genovese il 2 settembre 1754 e, nel periodo scolastico, fu inviato a studiare a Roma presso il Collegio Romano con l'intenzione di fargli intraprendere la carriera ecclesiastica. Qui conobbe e strinse un buon rapporto di amicizia con Scipione de' Ricci - suo condiscepolo presso il collegio dei gesuiti - e ancora con Gerolamo Durazzo, quest'ultimo giovane nobile genovese, con il quale in futuro ebbe stretti rapporti di attività politica.
Si laureò in utroque iure presso l'università La Sapienza e, sempre nella città capitolina, entrò in prelatura: nel 1766 era protonotario apostolico partecipante e vicario di Santa Maria in Cosmedin. Fu avviato anche alla carriera diplomatica: nel 1767 ricevette la nomina di vicelegato a Ravenna e, alla morte del cardinale Niccolò Oddi, si trovò a reggere la legazione come prolegato della stessa città mostrando ottime doti di amministratore, soprattutto nella cura degli interessi commerciali e nel far eseguire i lavori di manutenzione del locale porto. Quasi per certo avrebbe ottenuto la nunziatura di Napoli - come da volontà del pontefice Clemente XIV - se improvvisamente, tra il 1769 e il 1770, non fosse stato costretto ad interrompere la ormai avviata carriera prelatizia per far ritorno nelle terre genovesi. La mancanza di prole dai matrimoni dei due fratelli maggiori Giovan Battista e Carlo, di fatto costrinsero Michelangelo Cambiaso a contrarre il vincolo matrimoniale e, in seguito, ad assicurare quindi una discendenza alla famiglia.
Tornato quindi a Genova nel corso del 1770, entrò nell'Accademia Arcadica e nel 1771 assistette all'incoronazione di suo zio Giovanni Battista Cambiaso quale nuovo doge della Repubblica. Egli stesso compose un sonetto che fu letto durante le celebrazioni nella cattedrale di San Lorenzo. Di li a poco sposò sua cugina Geronima Pellegrina, figlia del doge zio Cambiaso, da cui ebbe un'unica figlia che, interrompendo la discendenza maschile, pure premorì ai genitori. Dal periodo che va dal 1770 al 1780 il nobile Michelangelo Cambiaso non ricoprì nessuna carica pubblica per lo stato genovese; ciò gli acconsentì di viaggiare e frequentare altri nobili.
Diversamente, dagli anni ottanta del XVIII secolo fu invece attivo nella vita politica genovese ricoprendo mansioni pubbliche come più volte addetto alla Giunta di commercio dove sviluppò e favorì la creazione della Banca di sconto, un forte strumento di potere economico e di governo alla quale pure i Cambiaso vi aderirono come primi sottoscrittori. Altre cariche ricoperte - e alcune più volte prima della nomina dogale - furono quelle di sindacatore supremo (1785; 1791), di inquisitore di Stato, della Giunta di giurisdizione (1789). In un clima teso per gli echi rivoluzionari provenienti dalla vicina Francia, i membri del Maggior e Minor Consiglio della Repubblica acclamarono, il 3 settembre 1791, con 198 voti favorevoli su 323 Michelangelo Cambiaso nuovo doge di Genova: il centotrentasettesimo in successione biennale e il centottantaduesimo nella storia repubblicana. L'incoronazione avvenne nei primi mesi del 1792 nella cattedrale di San Lorenzo a Genova, con una cerimonia grandiosa per cui il musicista Gian Lorenzo Mariani compose la Messa a 2 cori.

### Il dogato

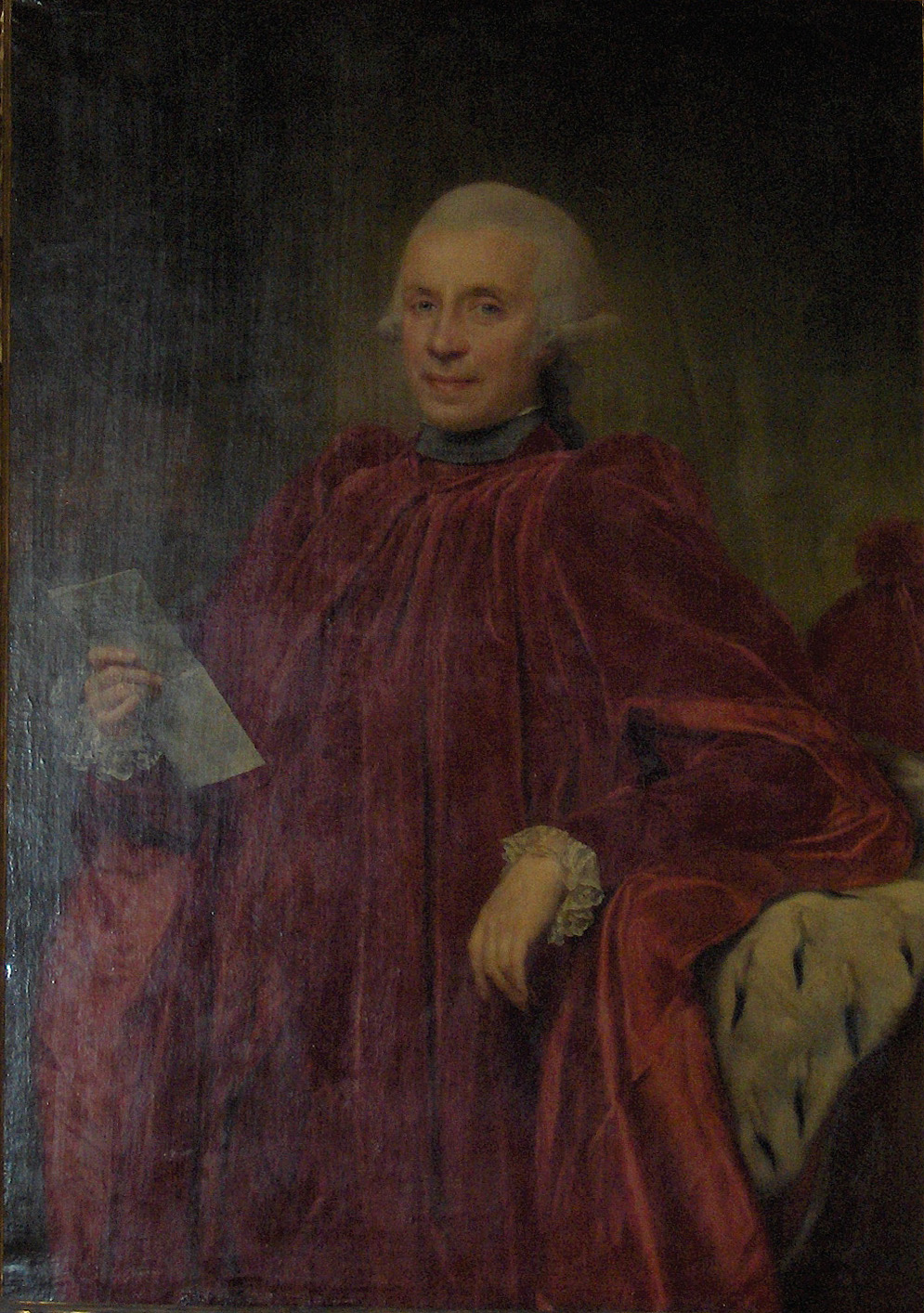
Altra raffigurazione pittorica del Cambiaso

Particolarmente apprezzato dagli storici a lui contemporanei, anche di diverse tendenze politiche, l'atteggiamento aperto e moderato mostrato dal doge Michelangelo Cambiaso garantì per tutto il suo mandato una relativa tranquillità sociale e politica nonostante gli eventi rivoluzionari della vicinissima Francia.
La stessa Repubblica di Genova, con atto formale e ufficiale del 1º giugno 1792, si proclamò di posizione "neutrale" nei confronti dello stato d'Oltralpe e riuscì a mantenere questo status di neutralità anche quando, tra l'agosto e il dicembre dello stesso anno, rifiutò una concordata occupazione francese del porto di Savona al fine, secondo i Francesi, di scongiurare nei territori liguri un'ipotetica e stessa azione militare da parte degli eserciti Austro-sardi. Una neutralità, così come citano gli annali, fortemente voluta dal Senato della Repubblica e dallo stesso doge Cambiaso.
Come da naturale scadenza dogale terminò il mandato il 3 settembre 1793 con la spontanea donazione di 20.000 lire genovesi al Collegio camerale per il restauro della carceri pubbliche.

### Gli ultimi anni
Eletto preside della Giunta di marina nel 1794, l'ex doge Michelangelo Cambiaso si fece promotore di un acceso discorso al Minor Consiglio della Repubblica nel quale suggeriva al Senato di rifiutare "per motivi di dignità, opportunità e sicurezza" la scarcerazione degli insorti francesi arrestati a Genova dopo la violenta rivolta anti oligarchica del 21 maggio 1797, come da espressiva richiesta dell'ambasciatore francese Faypoult. Il diniego del senato genovese scatenò la decisa reazione del rappresentante dello stato d'Oltralpe che, nonostante una tentata ma fallimentare opera di persuasione avviata dallo stesso Cambiaso, informò dei fatti lo stesso Napoleone Bonaparte. Il generale corso, dimorante a Mombello, non solo intimò al Senato la punizione degli antifrancesi ma obbligò la trasformazione immediata del governo genovese secondo i nuovi dettami della nascente Francia napoleonica.
Luigi Carbonara, Girolamo Serra e Michelangelo Cambiaso furono quindi inviati il 2 giugno 1797 a Mombello per trattare con lo stesso Napoleone il nuovo assetto statale della Repubblica; il Cambiaso, in qualità di membro più anziano, fu incaricato di esporre al generale il punto di vista del governo genovese. Un dialogo che, nei fatti, portò solo ad accettare senza discussioni la convenzione imposta da parte della nuova Francia filo napoleonica: il 14 giugno 1797 la Repubblica di Genova, nei secoli oligarchica, si trasformò nella "democratica" Repubblica Ligure, filo francese, pur conservando inizialmente una sorta di "autonomia" dalla Francia.
Mentre alcuni nobili genovesi furono sottoposti agli arresti o costretti a sanzioni pecuniarie, il Governo provvisorio della Repubblica Ligure, guidato dall'ex doge Giacomo Maria Brignole, ora nelle vesti di presidente, non mosse azione alcuna nei confronti di Michelangelo Cambiaso che, negli ultimi mesi dello stesso anno, e affetto dalla gotta, preferì trasferirsi in campagna assieme alla moglie, le due cognate e il fratello (uno dei due fratelli perì il 22 ottobre). Da Genova si trasferì in seguito a Bagni di Lucca dove, per un breve periodo nel 1798, ricoprì il ruolo di municipalista.
Nuovi scontri a Genova nel novembre 1799 tra ribelli, ex nobili e coalizzati costrinse il governo della Repubblica Ligure a decretare lo stato d'assedio. Fu abolito il Direttorio istituito nel gennaio 1798 (che, di fatto, soppiantò la figura del presidente del governo provvisorio e, nel particolare, del deposto presidente Giacomo Maria Brignole) e creata una commissione governativa costituita da quindici membri, alla quale fece parte pure Michelangelo Cambiaso. Una commissione che ebbe vita breve in quanto, dopo il rifiuto dei commissari al pagamento di 3.000.000 di lire genovesi alla Francia, nonostante valide motivazioni per il diniego (tra queste la crisi economica e oppressione dalla fame imperante a Genova), gli stessi membri, e quindi anche il Cambiaso, furono costretti alle dimissioni.
Il 1800 fu un anno di caos tra occupazione austriaca di Genova (e in altre zone della Repubblica Ligure) e nuove imposizioni disposte dalla Francia napoleonica, quest'ultima sempre più attiva nella gestione diretta del governo. Una nuova commissione di governo venne istituita e, se pur nella maggioranza composta da membri filofrancesi, ne fece parte anche Michelangelo Cambiaso in qualità di maire (sindaco) della municipalità di Genova. Con tale carica accolse alla porta di San Tommaso il generale Napoleone Bonaparte il 30 giugno 1805, ora imperatore dei Genovesi dopo l'annessione dell'ex Repubblica Ligure nel Primo Impero francese. Per tali servigi Michelangelo Cambiaso fu insignito dallo stesso Napoleone della Legion d'onore e chiamato quale membro del Senato francese.
Dopo aver trascorso a Parigi quasi due anni, nel novembre 1807 ritornò a Genova, dove veniva raggiunto dalla nomina a conte dell'Impero il 28 gennaio 1809 e dalla successiva decorazione della Gran Croce della Riunione. Michelangelo Cambiaso morì il 14 marzo 1813 nella sua villa di Sant'Olcese, nella val Polcevera, trovando sepoltura nella locale chiesa parrocchiale davanti all'altar maggiore.